# Jens Lapidus
Jens Lapidus (Stoccolma, 24 maggio 1974) è un avvocato e scrittore svedese.

## Biografia
Lapidus è nato e cresciuto a Stoccolma, nel quartiere Gröndal. Ha studiato giurisprudenza all'Università di Stoccolma e di Londra, ha inoltre intrapreso studi in economia, filosofia e comunicazione.
Esordisce come scrittore nell'agosto del 2006 quando viene pubblicato il suo primo romanzo, La traiettoria della neve, primo libro di una trilogia chiamata Trilogia di Stoccolma (conosciuta anche come Nero Stoccolma), sullo sfondo della criminalità organizzata svedese. Il romanzo diviene ben presto un best seller rimanendo per diverso tempo in cima alle classifiche scandinave. Dal romanzo viene poi tratto un film per la regia di Daniel Espinosa.
Nel maggio del 2008 viene pubblicato il suo secondo romanzo Mai far cazzate, secondo capitolo della Trilogia di Stoccolma.
I suoi romanzi vengono tradotti in oltre 26 paesi, e per il suo stile e generi che tocca è stato spesso paragonato a scrittori come James Ellroy e Dennis Lehane.
Attualmente continua a lavorare come avvocato penalista presso uno studio legale di Stoccolma, dove vive con la moglie e i due figli.

## Romanzi
La trilogia di Stoccolma
- La traiettoria della neve (Snabba cash) (2006)
- Mai far cazzate (Aldrig fucka upp) (2008)
- Livet deluxe (2011)

Romanzi grafici
- Gängkrig 145 (2009)

## Opere tradotte
- La traiettoria della neve, traduzione di Barbara Fagnoni, Arnoldo Mondadori Editore, 2010,  p. 612, ISBN 978-88-04-60391-7.
- Mai far cazzate, traduzione di Anna Grazia Calabrese, Arnoldo Mondadori Editore, 2010,  p. 672, ISBN 978-88-04-59790-2.
- Life deluxe, traduzione di Anna Grazia Calabrese, Arnoldo Mondadori Editore, 2012, pp. 525. ISBN 978-88-04-61153-0